# Catherine Troendlé
Catherine Troendlé est une personnalité politique française, parlementaire membre du groupe UMP puis Les Républicains, née le 20 février 1961 à Mulhouse.

## Biographie
Après avoir été attachée parlementaire du député du Haut-Rhin Jean Ueberschlag ; elle est élue sénatrice du Haut-Rhin le 26 septembre 2004. De septembre 2008 à septembre 2011, elle est vice-présidente de la commission des lois du Sénat.
Elle est réélue à ce poste en octobre 2014. De septembre 2011 à septembre 2014, elle est vice-présidente déléguée du groupe UMP au Sénat, aux côtés du président de groupe, Jean-Claude Gaudin, sénateur-maire de Marseille. Elle est vice-présidente du Sénat d'octobre 2017 à 2020.
Le 5 juin 2015, Nicolas Sarkozy, président des Républicains, la nomme déléguée nationale des Républicains chargée de la famille. De décembre 2014 à juin 2015, elle est secrétaire nationale des Républicains chargée de l'éducation.
Elle soutient Nicolas Sarkozy pour la primaire présidentielle des Républicains de 2016.
Elle est l'auteur d'un rapport parlementaire sur la déradicalisation avec la sénatrice EELV Esther Benbassa.
Elle ne se représente pas en 2020

## Mandats
- Conseillère municipale de Ranspach-le-Bas de 1989 à 1995 et de 2017 à 2020
- Adjointe au maire de Ranspach-le-Bas de 1995 à 2001
- Maire de Ranspach-le-Bas de 2001 à 2017
- Conseillère régionale d'Alsace de 2004 à 2005
- Vice-présidente de la Communauté de communes de la Porte du Sundgau de 2001 à 2008
- Première vice-présidente de la Communauté de communes de la Porte du Sundgau de 2008 à  2016

## Fonctions politiques
- Présidente départementale de la fédération UMP puis Les Républicains du Haut-Rhin depuis 2007
- Membre du bureau politique de l'UMP puis des Républicains depuis 2009
- Membre de la commission nationale d'investiture de l'UMP puis des Républicains depuis 2009
- Déléguée nationale des Républicains chargée de la famille depuis 2015

Anciennes fonctions
- Secrétaire nationale thématique de l'UMP chargée des relations avec les associations à partir de 2008
- Secrétaire nationale des Républicains chargée de l'éducation entre 2014 et 2015.

## Décoration
- Chevalier de l'ordre national de la Légion d'honneur[4]